# نورس الدقر
نورس الدقر (1363هـ /1944م) دكتور مهندس واكاديمي ووزير سوري من دمشق، شغل منصب وزير الاسكان ووزير السياحة في حكومة عبد الرؤوف الكسم.

## ولادته وتحصيله
محمد نورس الدقر من مواليد دمشق (1363هـ /1944م) درس فيها حتى المرحلة الثانوية. تابع دراسته الجامعية في كلية الهندسة جامعة حلب،أوفد إلى فرنسا لتحضير دكتوراه في هندسة العمارة.حصل على دبلوم في العلوم الاجتماعية للأعراق والأجناس عام 1973.في العام التالي (1974) حصل على دبلوم المدرسة العليا للفنون الجميلة في معهد العمارة وتنظيم المدن في مرسيليا بفرنسا.في عام 1975 نال دكتوراه في الجغرافية البشرية.

## عمله ووظائفه
شغل أستاذاً في جامعة دمشق ما بين عامي 1980-1981.وزير الإسكان والمرافق في حكومة عبد الرؤوف الكسم الأولى، التي تشكلت في 14 كانون الثاني 1980 واستمر حتى ٣ كانون الأول ١٩٨١. وزير السياحة في حكومة عبد الرؤوف الكسم الثانية ٣ كانون الأول ١٩٨١ حتى ٧ نيسان ١٩٨٥. وزير للساحة في حكومة عبد الرؤوف الكسم الثالثة من ٨ نيسان ١٩٨٥حتى ١ تشرين الثاني ١٩٨٧.

## كتبه وآثاره
ركز أبحاثه على موضوع توطين المدن في القطر العربي السوري.